# Нелсън Рокфелер
Нелсън Олдрич Рокфелер (на английски: Nelson Aldrich Rockefeller) е американски политик и бизнесмен служил като 41-ви Вицепрезидент на САЩ.

## Биография
Нелсън Рокфелер е роден на 8 юли 1908 г. в Бар Харбър, щата Мейн, като третото от шестте деца на финансиста Джон Рокфелер-младши от влиятелната фамилия Рокфелер. През 1930 г. завършва икономика в Колежа „Дартмут“, след което работи в различни предприятия на семейството, сред които „Чейс Нешънъл Банк“ и „Рокфелер Сентър“. Събира значителна колекция от произведения на изкуството и популяризира обществения достъп до изкуството, работи като попечител, касиер и президент на Музея на модерното изкуство и основава Музея на примитивно изкуство през 1954 г. В областта на благотворителността основава Фонда „Братя Рокфелер“ през 1940 г., заедно с четиримата си братя, и създава Американската международна асоциация за икономическо и социално развитие през 1946 г.
Рокфелер се включва в политическия живот през 1940 г., когато президентът Франклин Делано Рузвелт го назначава на новосъздадения пост координатор по междуамериканските въпроси, чиято цел е да се противопостави на нарастващото влияние на националсоциализма в Латинска Америка.
Като 49-и губернатор на Ню Йорк от 1 януари 1959 до 18 декември 1973 г. (цели 14 години), постиженията му включват разширяването на Университета на щат Ню Йорк (SUNY), усилията за опазване на околната среда. Той успешно променя политическата платформа на Републиканската партия точно преди Републиканската конвенция от 1960 г. в т.нар. Договор от Пето авеню. По това време либералите в Републиканската партия се наричат „Рокфелерови републиканци“.
След неуспешно търсене на републиканската президентска номинация през 1960, 1964 и 1968 г. той е 41-ви вицепрезидент на Съединените щати при президента Джералд Форд от 1974 до 1977 г. Форд е първият вицепрезидент, назначен съгласно разпоредбите на 25-ата поправка и издигнал се в президентството след оставката на Ричард Никсън през 1974 г. срещу скандала Уотъргейт.
Рокфелер се оттегля от политиката през 1977 г. и следователно решава да не се кандидатира за втори мандат. Форд по-късно избира тогавашния сенатор Боб Доул от Канзас за новия си вицепрезидент, но в крайна сметка губи изборите от демократа Джими Картър и неговия вицепрезидент, Уолтър Мондейл. Към 2021 г. Рокфелер остава последният вицепрезидент, който отказва да бъде преизбран.
Нелсън Рокфелер умира на 26 януари 1979 г. в Ню Йорк.

## За него
- Boyd, Joseph H. Jr., Holcomb, Charles R. Oreos and Dubonnet: Remembering Governor Nelson A. Rockefeller.   Albany, SUNY Press, 2012. ISBN 978-1-4384-4183-2.
- Colby, Gerard, Dennet, Charlotte. Thy Will be Done, The Conquest of The Amazon: Nelson Rockefeller and Evangelism in the Age of Oil.   HarperPerennial, 1996. ISBN 0-06-092723-2.
- Connery, Robert H., Benjamin, Gerald. Rockefeller of New York; Executive Power in the Statehouse.   Ithaca, New York, Cornell University Press, 1979.
- Dagen Bloom, Nicholas. 2019. How States Shaped Postwar America. University of Chicago Press.
- Deane, Elizabeth. Transcript: The Rockefellers //  American Experience.   PBS, 1999.  Архивиран от оригинала на 2012-01-26. Посетен на 2020-11-27.
- Isaacson, Walter. Kissinger: A Biography.   New York, Simon & Schuster, 2005, [1992].
- Kramer, Michael, Roberts, Sam. "I Never Wanted to be Vice-President of Anything!": An Investigative Biography of Nelson Rockefeller.   New York, Basic Books, 1976.
- Morris, Joe Alex. Nelson Rockefeller, A Biography.   New York, Harper & Brothers, 1960.
- Persico, Joseph E. The Imperial Rockefeller: A Biography of Nelson A. Rockefeller.   New York, Simon & Schuster, 1982.
- Rae, Nicol C.  The Decline and Fall of the Liberal Republicans: From 1952 to the Present (1989).
- Rae, Nicol C. Rockefeller, Nelson Aldrich; American National Biography Online Feb. 2000. Access: Oct 21 2014
- Reich, Cary. The Life of Nelson A. Rockefeller: Worlds to Conquer, 1908-1958.   Doubleday, 1996. ISBN 9780385246965.
- Smith, Richard Norton. On His Terms: A Life of Nelson Rockefeller. New York: Random House, 2014; A standard scholarly biography
- Turner, Michael. The Vice-President as Policy-Maker: Rockefeller in the Ford White House (1982).
- Underwood, James F., and William J. Daniels. Governor Rockefeller in New York: The Apex of Pragmatic Liberalism in the United States (1982)